# Список высших учебных заведений Челябинской области
В список высших учебных заведений Челябинской области включены образовательные учреждения высшего и высшего профессионального образования, находящиеся на территории Челябинской области и имеющие действующую лицензию на образовательную деятельность. Список вузов приведён в соответствии с данными сводного реестра лицензий, в список филиалов включены организации, участвовавшие в мониторинге Министерства образования и науки Российской Федерации 2017 года. По состоянию на 1 августа 2017 года в Челябинской области действующую лицензию имели 15 вузов и 25 филиалов.
Филиалы вузов, головные организации которых находятся в иных субъектах федерации, сгруппированы в отдельном списке. Порядок следования элементов списка — алфавитный.

## Список высших образовательных учреждений
| Название                                                                 | Категория         | Статус      | Год основания | Месторасположение | Число студентов |
| ------------------------------------------------------------------------ | ----------------- | ----------- | ------------- | ----------------- | --------------- |
| Магнитогорская государственная консерватория                             | государственный   | академия    | 1939          | Магнитогорск      | 279             |
| Магнитогорский государственный технический университет                   | государственный   | университет | 1934          | Магнитогорск      | 12702           |
| Международный институт дизайна и сервиса                                 | негосударственный | институт    | 1992          | Челябинск         | 1313            |
| Уральский государственный университет физической культуры                | государственный   | университет | 1970          | Челябинск         | 2600            |
| Челябинский государственный институт культуры                            | государственный   | институт    | 1968          | Челябинск         | 2890            |
| Челябинский государственный университет                                  | государственный   | университет | 1976          | Челябинск         | 12703           |
| Южно-Уральский государственный аграрный университет                      | государственный   | университет | 1930          | Троицк            | 6274            |
| Южно-Уральский государственный гуманитарно-педагогический университет    | государственный   | университет | 1934          | Челябинск         | 11152           |
| Южно-Уральский государственный институт искусств имени П. И. Чайковского | государственный   | институт    | 1935          | Челябинск         | 247             |
| Южно-Уральский государственный медицинский университет                   | государственный   | университет | 1944          | Челябинск         | 4241            |
| Южно-Уральский государственный университет                               | государственный   | университет | 1943          | Челябинск         | 28747           |
| Южно-Уральский технологический университет                               | негосударственный | институт    | 1996          | Челябинск         | 3549            |

## Список филиалов высших образовательных учреждений
| Название | Категория         | Статус      | Год основания | Месторасположение | Месторасположение головной организации | Число студентов |
| --- | ----------------- | ----------- | ------------- | ----------------- | -------------------------------------- | --------------- |
| Институт агроэкологии (филиал Южно-Уральского государственного аграрного университета)                        | государственный   | институт    | 1982 1996     | Миасское          | Троицк                                 | 396             |
| Миасский филиал Челябинского государственного университета                                                    | государственный   | университет | 1996          | Миасс             | Челябинск                              | 453             |
| Озёрский технологический институт (филиал Национального исследовательского ядерного университета «МИФИ»)      | государственный   | институт    | 1952          | Озёрск            | Москва                                 | 450             |
| Снежинский физико-технический институт (филиал Национального исследовательского ядерного университета «МИФИ») | государственный   | институт    | 1958          | Снежинск          | Москва                                 | 448             |
| Трехгорный технологический институт (филиал Национального исследовательского ядерного университета «МИФИ»)    | государственный   | институт    | 1990          | Трёхгорный        | Москва                                 | 280             |
| Троицкий филиал Челябинского государственного университета                                                    | государственный   | университет | 1999          | Троицк            | Челябинск                              | 524             |
| Уральский социально-экономический институт (филиал Академии труда и социальных отношений)                     | негосударственный | институт    | 1975          | Челябинск         | Москва                                 |                 |
| Уральский филиал Российского государственного университета правосудия                                         | государственный   | университет | 2001          | Челябинск         | Москва                                 | 682             |
| Филиал в Златоусте Южно-Уральского государственного университета                                              | государственный   | университет | 1962          | Златоуст          | Челябинск                              | 994             |
| Филиал в Миассе Южно-Уральского государственного университета                                                 | государственный   | университет | 1953          | Миасс             | Челябинск                              | 1424            |
| Челябинский институт путей сообщения (филиал Уральского государственного университета путей сообщения)        | государственный   | институт    | 1997          | Челябинск         | Екатеринбург                           | 928             |
| Челябинский филиал Российской академии народного хозяйства и государственной службы                           | государственный   | академия    | 1992          | Челябинск         | Москва                                 | 2129            |
| Уральский филиал Финансового университета                                                                     | государственный   | университет | 1958          | Челябинск         | Москва                                 | 739             |